# Enrique Pérez Colman

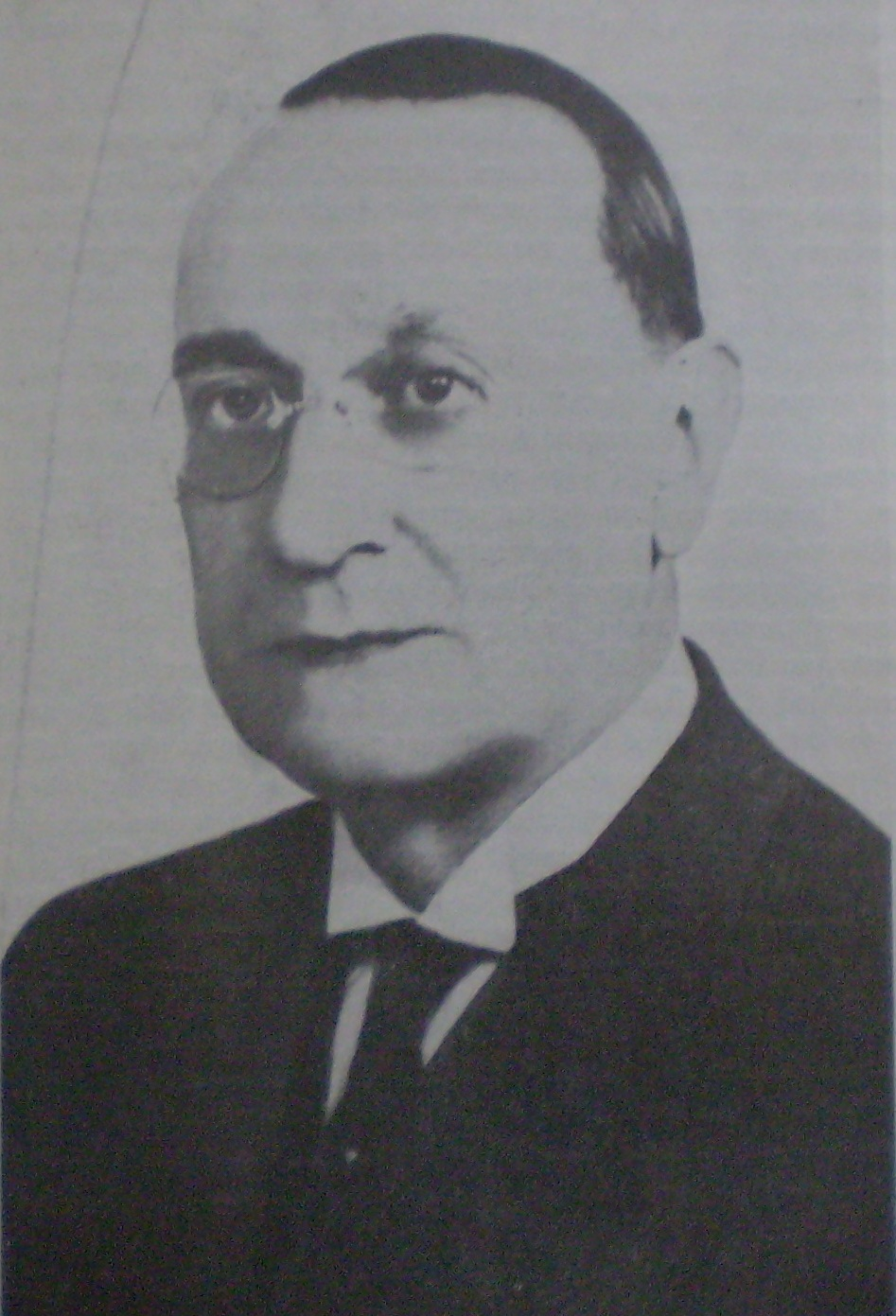
Enrique Pérez Colman

Enrique Pérez Colman (Paraná, 15 juli 1886 - Buenos Aires, 4 augustus 1957) was een Argentijns politicus. Pérez Colman diende tussen 1928 en 1930, tijdens het presidentschap van Hipólito Yrigoyen, als minister van Financiën.